# Brânquia

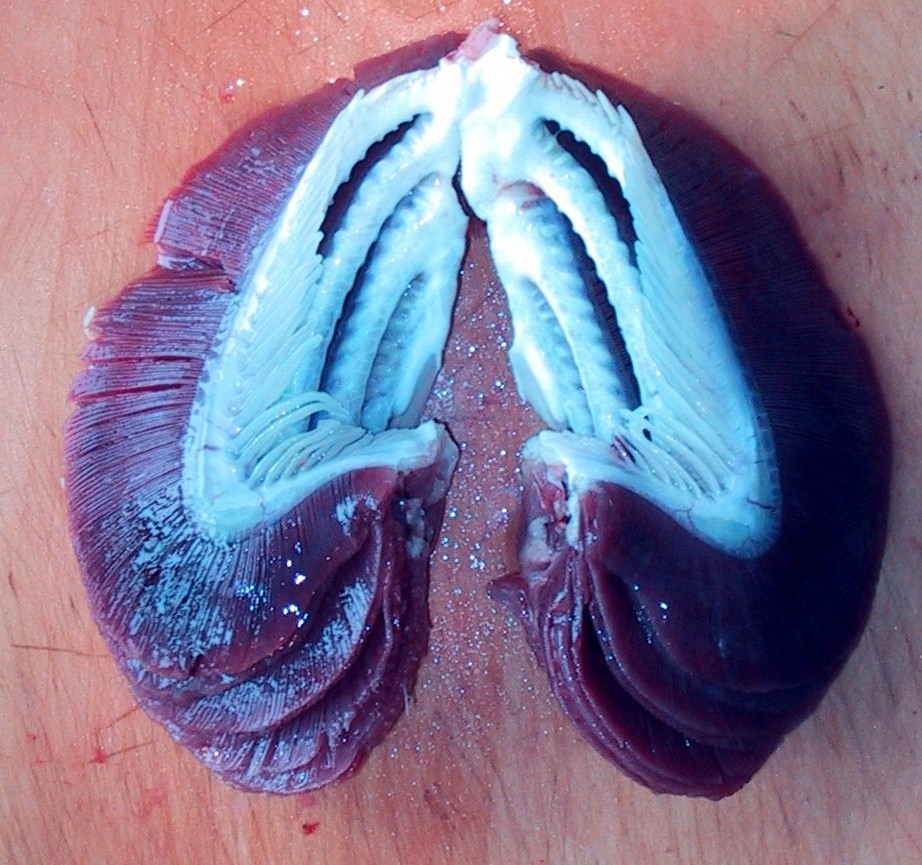
Guelras de um atum

Nos peixes e outros animais aquáticos, as brânquias ou guelras (termo vernáculo) são os órgãos da respiração, ou seja, é nelas que ocorrem as trocas gasosas entre o sangue ou linfa dos seus portadores e a água.
Muitos animais aquáticos absorvem o oxigénio necessário ao seu metabolismo através da sua superfície de contacto com a água (principalmente os protozoários), mas a maioria dos seres mais complexos adquiriram, através do processo evolutivo estes órgãos que apresentam uma superfície mais adequada de contacto com o meio ambiente.
As brânquias são geralmente finas placas ou excrescências de tecido mucoso altamente irrigadas por vasos sanguíneos ou o seu equivalente para os animais sem este tipo de sistema circulatório, através de cujas paredes são realizadas as trocas gasosas. As guelras estão sempre localizadas no corpo do animal de modo a terem o máximo contacto com a água e, ao mesmo tempo, estarem protegidas.
Os insetos aquáticos - normalmente as suas larvas - as traqueias branquiais são tubos onde circula ar e é através das suas paredes que se realizam as trocas gasosas; os gases (oxigénio e dióxido de carbono) são depois transferidos para a linfa. Por exemplo, na larva da libélula as paredes da extremidade do recto contêm numerosas traqueias, que funcionam como brânquia rectal - a água é bombeada para dentro e para fora do tubo digestivo, fornecendo assim oxigénio ao animal.
Nas estrelas e ouriços-do-mar (equinodermes), as brânquias são finas protuberâncias na superfície do corpo que contêm divertículos do seu sistema circulatório. Nos crustáceos, moluscos e alguns insetos, as brânquias têm a forma de séries de placas ou de filamentos, dentro dos quais circula a linfa.
As brânquias dos vertebrados encontram-se nas paredes da faringe junto a uma ou várias aberturas no corpo do animal - as fendas branquiais. À medida que a água entra na boca banha as brânquias, promovendo as trocas gasosas. Os peixes ósseos forçam a entrada de água através de movimentos dos opérculos, que são placas ósseas que cobrem a câmara branquial. Os peixes cartilagíneos, que não têm opérculos, têm que nadar com a boca aberta para promover o fluxo de água. Alguns peixes usam as guelras também para a excreção de electrólitos, funcionando como um rim, da mesma maneira como os mamíferos podem eliminar excreções através da pele.

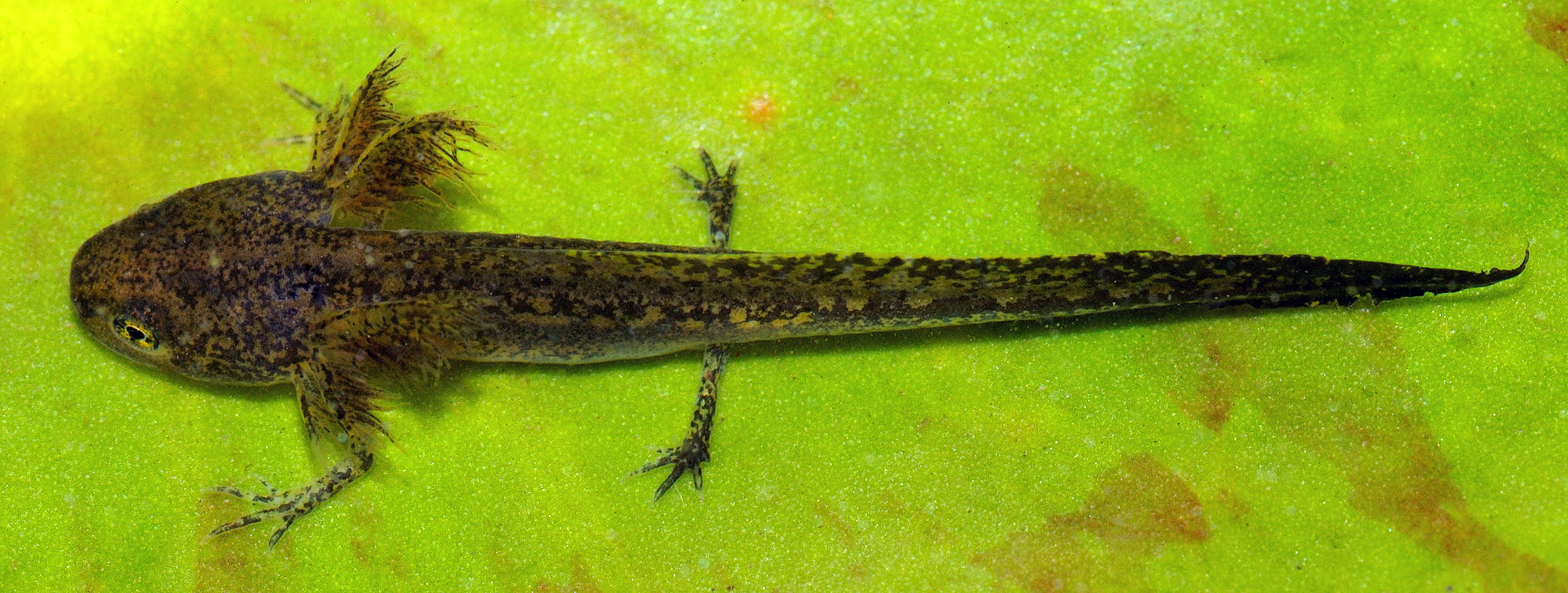
Tritão na fase larval

Em alguns anfíbios - que, em geral têm menos movimentos que a maioria dos peixes -, as guelras têm a mesma localização, mas apresentam um tufo externo, para aumentar a sua superfície.
Pensa-se que as fendas branquiais dos peixes são os ancestrais evolutivos das tubas auditivas dos mamíferos.
A presença das guelras – a sua grande superfície semipermeável – causa problemas à necessidade de osmorregulação dos animais aquáticos. A água do mar é mais "salgada", ou seja, tem mais sais dissolvidos que os fluidos internos dos animais  e, de acordo com as leis da osmose, há sempre a tendência do fluido menos "concentrado" passar o solvente para o outro, quando em presença duma membrana semipermeável. Por essa razão, os peixes perdem uma grande quantidade de água através das guelras e, para compensar, têm de beber grandes quantidades de água. O excesso de sal ingerido é excretado pelo sistema urinário. Nos animais que vivem em água doce, o problema é inverso: eles tendem a absorver um excesso de água através das guelras, mas excretam-na através dos rins.